# Normenhierarchie (Österreich)
Im Recht Österreichs herrscht die folgende Normenhierarchie:
1. Leitende Verfassungsprinzipien: Grundlegende Prinzipien der Verfassung, auch verfassungsrechtliche Grundordnung
2. Primäres Unionsrecht: Gründungsverträge der europäischen Union samt Anhängen, Protokollen, Ergänzungen, unter Berücksichtigung späterer Änderungen
3. Sekundäres Unionsrecht: Das von den Organen der Europäischen Union nach Maßgabe der Gründungsverträge erlassene Recht (Verordnungen, Richtlinien und Erkenntnisse des EuGH)
4. „Einfaches“ Bundesverfassungsrecht (Landesverfassungsrecht): Alle Gesetze des österreichischen Bundes- oder Landesverfassungsgesetzgebers, die nicht leitende Prinzipien darstellen
5. Bundesgesetz (Landesgesetz): Auch einfaches Bundesgesetz (im Verhältnis zum Verfassungsgesetz); die in der Praxis wichtigste Norm
6. Verordnung: Erläutert oder ergänzt ein Gesetz (Aus- oder Durchführungsverordnung)
7. Einzelfallentscheidung

Grundsätzlich wird zwischen generellen Normen, die für alle Rechtsunterworfenen verbindlich sind (etwa die Verfassungsgesetze), und individuellen Normen, die nur für einen begrenzten Kreis von Personen verbindlich sind (etwa ein Bescheid), unterschieden.